# Yūsaku Ono
Yūsaku Ono (小野 祐策, Ono Yūsaku), né le 3 février 1947, est un ancien haltérophile japonais, qui a participé dans la catégorie des 67,5 kg et a représenté le Japon lors de compétitions internationales. Il a remporté la médaille de bronze à l'arraché aux Championnats du monde d'haltérophilie 1970 (en) en soulevant 125,0 kg. Il a participé aux Jeux olympiques d'été de 1972 et à ceux de 1976.